# Frank Spotnitz
Frank Spotnitz (né le 17 novembre 1960 à Camp Zama, Japon) est un scénariste et producteur de télévision américain. Il est connu pour son travail sur les séries X-Files et Le Maître du Haut Château. Spotnitz est également le directeur général et le fondateur de Big Light Productions, une société de production basée à Londres et à Paris, qui se spécialise dans les séries télévisées internationales, notamment les drames, les comédies et les documentaires.

## Biographie
Frank Spotnitz a étudié la littérature anglaise à UCLA puis l'écriture de scénarios à l'American Film Institute. Il a été journaliste avant d'être engagé sur la série X-Files à partir de la deuxième saison de celle-ci après que Chris Carter, qui l'avait rencontré dans un club de lecture, lui eut demandé quelques idées de scénarios. Après Chris Carter, il a été le deuxième scénariste le plus prolifique de la série et a contribué à développer l'arc narratif de la mythologie de la série sur la conspiration et les extraterrestres. Il a été également impliqué dans l'écriture des scénarios des deux films dérivés de la série.
Après X-Files, il a notamment participé à la création de la série Night Stalker : Le Guetteur, puis a travaillé au Royaume-Uni en 2011 et 2012 sur les séries Strike Back et Hunted.
En 2015, il est engagé pour écrire le pilote de la série The Man in the High Castle, dont la production d'une saison complète est confirmée plus tard dans l'année.
Il est marié à Melissa Lefante, avec qui il a eu quatre enfants.

## Filmographie

### Réalisateur
- 2001 : X-Files (épisodes Seul et Dæmonicus)

### Scénariste
- 1995-2002 : X-Files (The X-Files) 48 épisodes, de la saison 2 à la saison 9 (série télévisée)
- 1997-1999 : MillenniuM - saison 1 épisodes 11 et 15 et saison 3 épisodes 3, 13 et 19
- 1998 : The X-Files, le film de Rob Bowman
- 2001 : The Lone Gunmen : Au cœur du complot - saison 1 épisodes 1, 2, 8, 12 et 13
- 2002 : Los Angeles : Division homicide - saison 1, épisodes 3 et 6
- 2005-present : Night Stalker : Le Guetteur - saison 13 épisodes 18, 3, 10 et 12
- 2008 : X-Files : Régénération` (The X-Files: Regeneration) de Chris Carter
- 2011 : Strike Back (4 épisodes)
- 2012 : Hunted - saison 1, 5 épisodes
- 2014 : Le Transporteur (3 épisodes)
- 2015 : The Man in the High Castle (créateur)
- 2021 : Leonardo (créateur)

### Producteur
- 1997-2002 : X-Files : Aux frontières du réel (The X-Files) (série télévisée)
- 2000 : Harsh Realm (série télévisée)
- 2001 : The Lone Gunmen : Au cœur du complot (série télévisée)
- depuis 2005 : Night Stalker : Le Guetteur (série télévisée)
- 2008 : X-Files : Régénération
- 2012 : Hunted (série télévisée)
- 2014 : Le Transporteur (série télévisée)
- 2015 : Crossing Lines (série télévisée)
- 2015 : The Man in the High Castle (série télévisée)
- 2016 : Les Medicis : Maîtres de Florence (série télévisée)